# Bambusa-ligaen
Bambusa-ligaen tidigare Eliteserien i ishockey för kvinnor även kallad kvinnor elit, är den högsta ishockeyliga för kvinnor i Norge och administreras av Norges Ishockeyforbund.

## Säsongen 2021/2022

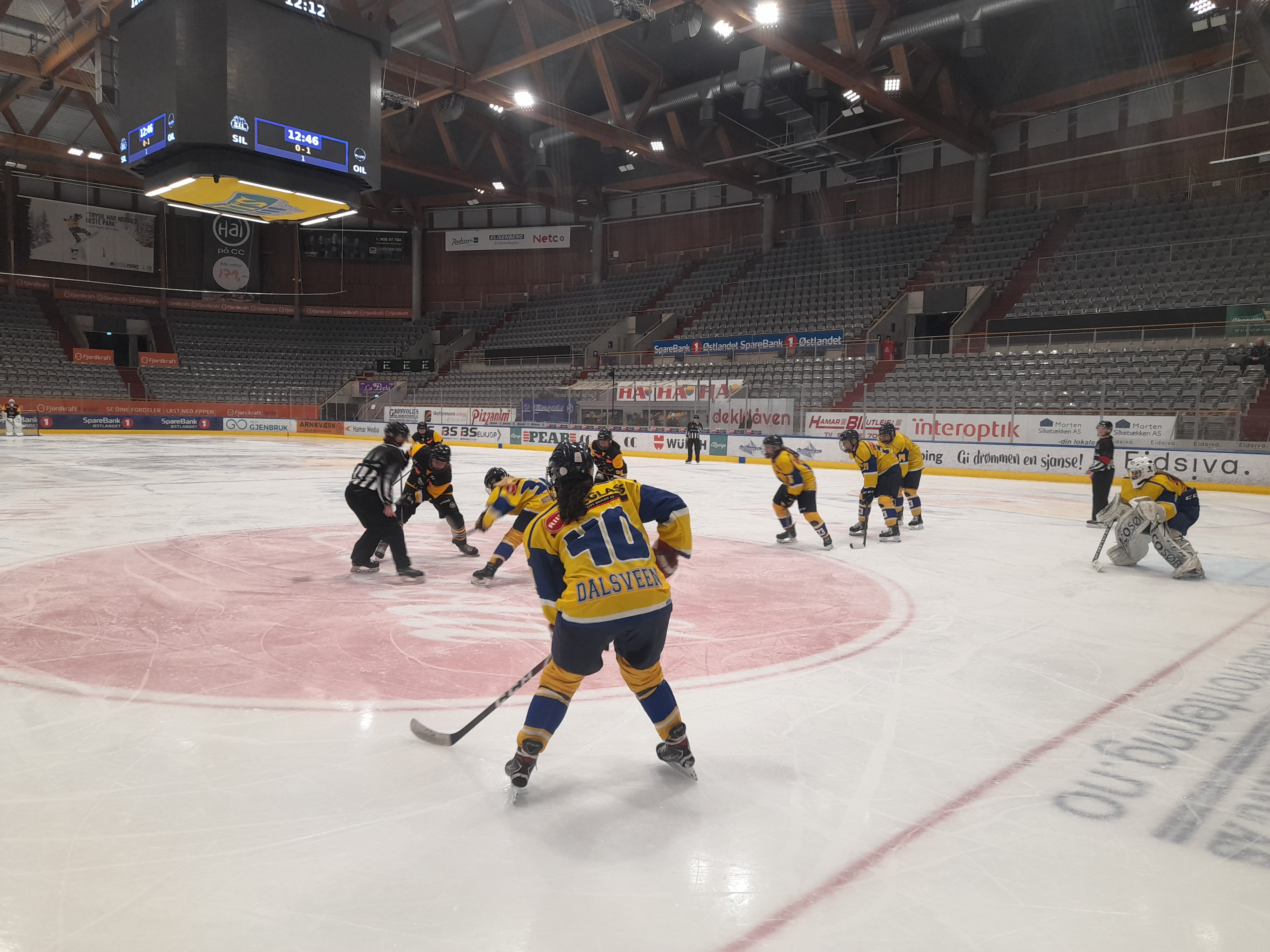
Ishockeymatch Storhamar och Stavanger i Nordlyshallen säsongen 2021/2022.

- Grüner Kvinner
- Hasle-Løren kvinner
- Storhamar kvinner elite
- Stavanger Oilers
- Vålerenga kvinner
- Wing